# Spalacopsis stolata
Spalacopsis stolata là một loài bọ cánh cứng trong họ Cerambycidae.